# 清华大学话剧团
清华大学话剧团（英文：Tsinghua Troupe），即清华大学学生艺术团话剧队，是一个长期活跃在清华大学校内外话剧舞台上的学生社团，今天也是清华大学学生艺术团下辖十一支艺术代表队之一。清华大学话剧团的前身是成立于1919年的清华新剧社，至今已经有90年的历史，是中国最早的话剧艺术团体之一。

## 历史
清华大学话剧团成立于1919年。早在1910年代初清华大学成立时，清华大学校园内在王文显教授指导下已经有丰富的话剧活动，当时清华学生排演话剧目的是引介西方的一个艺术形式，同时也辅助外文系的课业学习。在抗日战争时期，清华大学和北京大学、南开大学合组西南联合大学，西南联合大学也有剧艺社作为学生的话剧社团。中华人民共和国成立以后，清华大学的学生话剧社团继续发展，但在文化大革命时期有过停顿。文革结束后，清华大学的学生话剧社团得到恢复，并与清华大学军乐队等一起成为清华大学学生艺术团下辖若干清华学生艺术代表队的的一支，在清华大学蒙民伟楼集中排练。

## 编制与组织
清华大学话剧团现有60余名成员，清华大学从大学本科一年级到研究生各年级都有学生在话剧团中活动，近年来更有马来西亚、韩国等国家的留学生参与其中。
本科一年级学生经过招新考试进入话剧团后将接受一年的表演训练方能正式登台演出，所以清华大学话剧团的表演水平在中国大陆业余的校园戏剧团体中是比较领先的。进入本科二年级以后话剧团成员可以担当比较重要的角色，同时参与舞台美术、舞台技术、艺术管理等各个方面的事务工作，少部分成员可以担任副导演、导演。话剧团的学生领袖和代表自本科三年级的成员中产生，三年级成员也是话剧团中主要的导演和编剧。本科四年级的话剧团成员间或以毕业演出纪念在话剧团的生活，更高年级的话剧团成员则根据个人情况以不同方式参与话剧团的活动。
清华大学话剧团的核心成员像清华大学学生艺术团其它团队一样集中居住的清华大学一号楼，即清华大学学生艺术团集中班。一般的清华大学学生则居住在学校提供的普通公寓中，并按照院系年级分配宿舍。

## 近期演出与比赛
1990年代以来，清华大学话剧团以北京人民艺术剧院为学习对象，形成了“专业化”的理念。先后排练并演出了《天之骄子》、《小井胡同》、《暗恋·桃花源》、《眉间尺》等一系列剧目，尤其以颂扬“两弹一星”精神，反映清华大学左翼知识分子爱国主义精神的自创多幕剧《紫荆花开》为代表。近年，清华大学话剧团坚持经典与原创并重，尝试将各种西方现代主义元素与斯坦尼斯拉夫斯基式的现实主义相结合，自编自导了一系列校园题材的剧目。这一时期创作和演出的话剧有《白皮书》、《向左走·向右走》、《大学春秋》、《很爱很爱你》、《野孩子》、《星愿》等。
清华大学话剧团多次随清华大学学生艺术团参加校内演出和各种校际交流活动，在中国大陆各种全国性戏剧比赛中多次获得一等奖，优秀创作奖，优秀表演奖等。

## 知名成员
清华大学话剧团有着悠久的历史和深厚的积淀，从这里曾走出了一批著名的剧作家、文学家、诗人：如洪深、闻一多、顾毓秀、梁实秋、李健吾、曹禺、英若诚等。

## 相关报道与参考信息
清华大学话剧团在facebook上的页面：http://www.facebook.com/group.php?gid=52748891685